# 御史大夫
御史大夫為中國歷史上的官職，三公之一，御史的首領，负责监察百官，大约相当于副丞相。
其职能類似近现代：監察院、督察處、政風廉潔處、廉政公署、纪律检察委员会。防範监察朝廷高级官员侵害人民權益、貪官污吏、貪贓枉法的行为。

## 簡介
秦置此官，仅次于丞相的中央最高长官，主要职务为监察、执法，兼管重要文书图籍。
西汉时丞相缺位，往往以御史大夫递补，并与丞相（大司徒）、太尉（大司马）合称三公。汉成帝时改为大司空。
曹魏黄初元年，改御史大夫为司空。
隋唐以后，御史大夫之职与秦汉有所不同，仅为御史台长官，专掌监察、执法。五代十国时期杨吴政权为避讳奠基人杨行密父杨怤，改称御史大宪。
明朝洪武年间改御史台为都察院，御史大夫遂废。
1931年2月，南京国民政府根据孫中山五权宪法理论，設立監察院。
中國共產黨中央紀律檢查委員會書記的級別和功能與御史大夫類似。

### 引用
1. ↑  《三国志·钟繇华歆王朗传》
2. ↑  《國父全集》第二冊：“吾讀《通鑑》各史類，中國數千年來自然產生獨立之權，歐美所不知，卽知而不能者，此中國民族進化歷史之特權也。祖宗養成之特權，子孫不能用，反醉心於歐美，吾甚恥之。監察權，自唐虞賡歌颺拜以來，左史記言，右史記事，行人采風之官，百二十國寶書之藏，所以立綱紀、通民情也。自茲以降，漢重御史大夫之制，唐重分司御史之職，宋有御史中丞、殿中丞。明淸兩代御史，官品雖小而權重內外，上自君相，下及微職，儆惕惶恐，不敢犯法。御史自有特權，受廷杖、受譴責在所不計，何等風節！何等氣槪！”（第417-419頁）